# كعكة ثقيلة
كعكة ثقيلة أو كعكة هيفّا (اللغة الكورنية: Hevva) هي كعكة مصنوعة من الطحين، ودهن الخنزير، والزبدة، والحليب، والسكر والزبيب والتي عرفت في كورنوال.
اسمها مشتق من تعليب السردين في كورنوال قبل القرن العشرين عندما ساعد «هوير» (مرصد أعلى الجرف) في تحديد مواقع المياه الضحلة للأسماك. كان هوير يصرخ "Hevva ! Hevva!" لتنبيه المراكب إلى موقع المياه الضحلة في الحاجز.تنص تقاليد كورنوال على أن كعكة هيفّا قد خبزت من أصحابها عند عودتهم إلى منازلهم، وكانت الكعكة جاهزة بحلول الوقت الذي عاد فيه الطاقم إلى الأرض. بدلاً من ذلك تُعرف باسم «الكعكة الثقيلة» لأنها ليست «خفيفة»، نظرًا لأنها لا ترتفع بنفس طريقة كعكة الخميرة.
يبلغ سمك الكعكة حوالي 1/2 بوصة، مع وجود نمط متقاطع كالشبكة في الجزء العلوي، يمثل شباك الصيد.